# Glocknergruppe

Karte der Glocknergruppe aus dem Jahr 1876

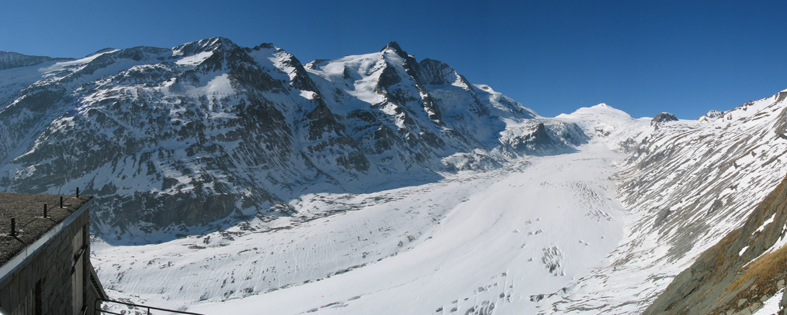
Die Pasterze mit dem Großglockner in der Bildmitte und dem Johannisberg halbrechts hinten

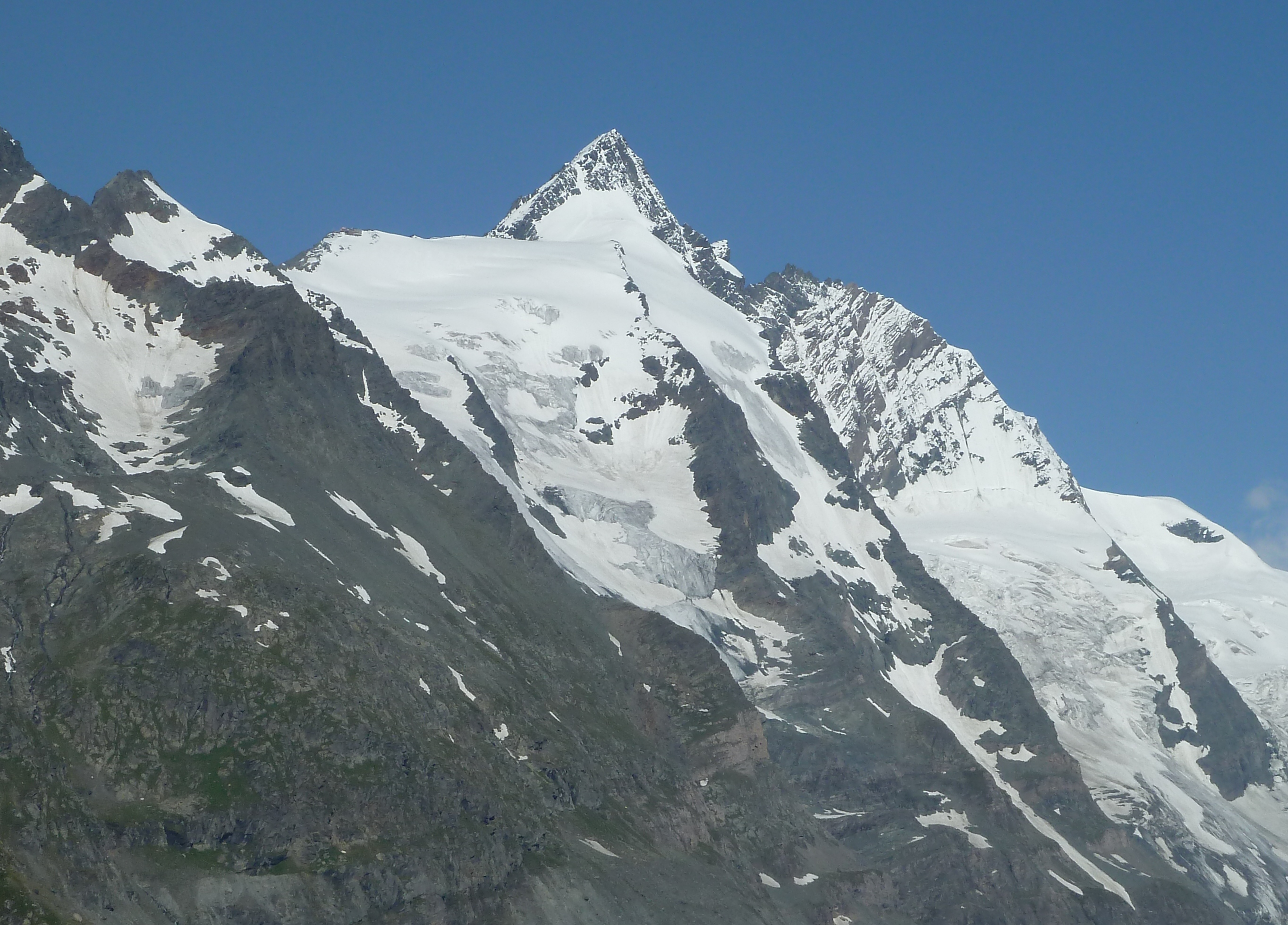
Der Großglockner ist der höchste Gipfel der Glocknergruppe und Österreichs

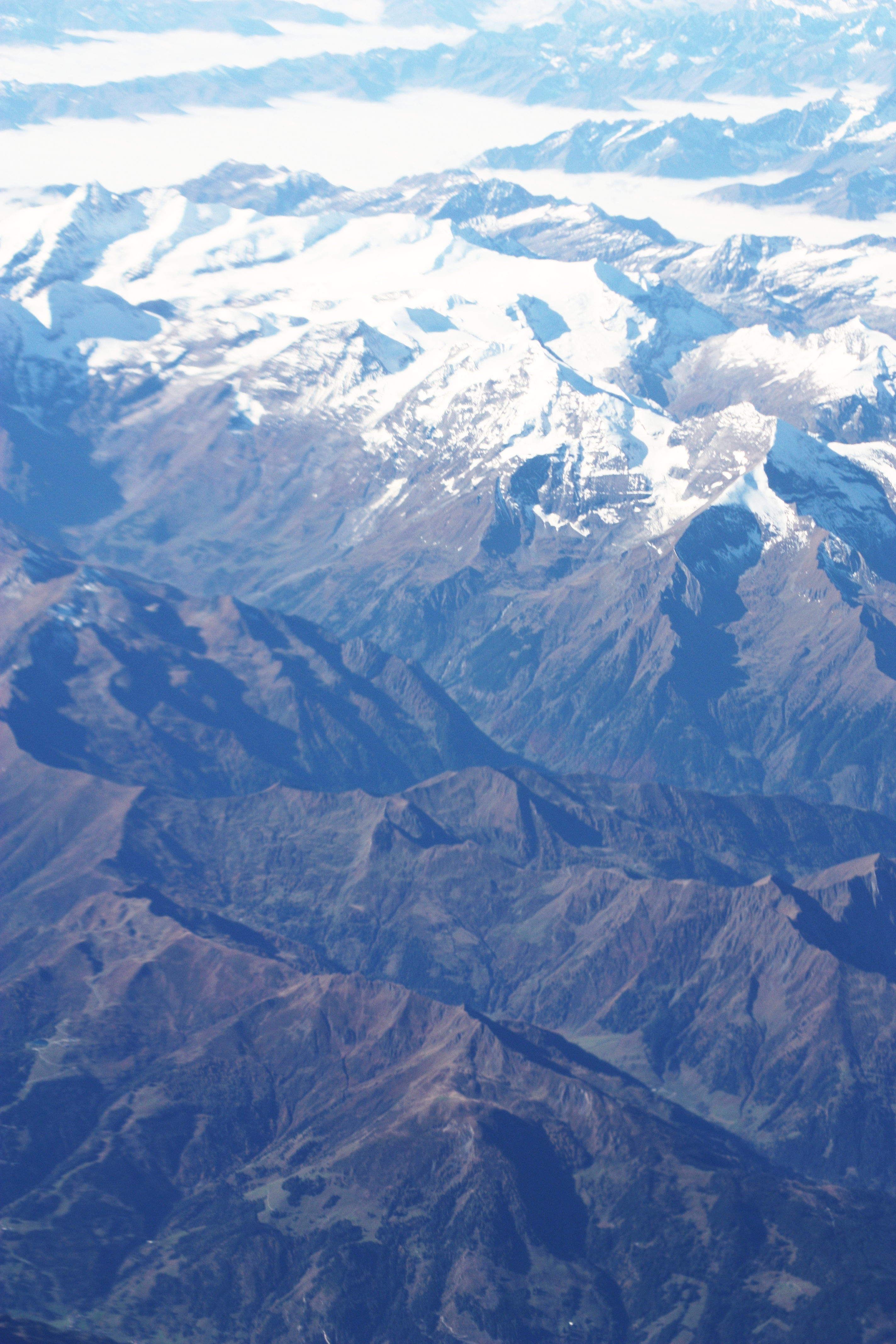
Luftaufnahme von der Glocknergruppe (2010)

Die Glocknergruppe ist eine Gebirgsgruppe der zentralen Ostalpen und befindet sich im mittleren Teil der Hohen Tauern im Verlauf des Alpenhauptkamms.
Die Glocknergruppe liegt in Österreich in den Bundesländern Salzburg, Tirol und Kärnten. Auf dem Gipfel des Eiskögele (3423 m ü. A.) stoßen die drei Bundesländer zusammen.
Der höchste Gipfel der Glocknergruppe und gleichzeitig der höchste Gipfel Österreichs ist der Großglockner (3798 m ü. A.), welcher der Gebirgsgruppe den Namen gibt. Wesentliche Teile der Glocknergruppe gehören zur Kernzone des Nationalparks Hohe Tauern. Ebenfalls in der Glocknergruppe zu finden ist die Pasterze, der größte Gletscher Österreichs.

## Umgrenzung
Die Grenzen der Glocknergruppe sind wie folgt definiert: Salzach von Uttendorf bis Taxenbach; Rauriser Tal bis Wörth; Seidlwinkltal; Hochtor (Großglockner-Hochalpenstraße); Tauernbach; Möll bis Einmündung Moosbach; Moosbach; Peischlachtörl; Peischlachbach; Kals am Großglockner; Kalser Bach; Dorfer-Tal; Dorfer-See; Kalser Tauern; Weißsee; Weißenbach; Grünsee; Enzingerboden; Stubachtal; Uttendorf.
Zusammen mit der Ankogelgruppe, der Goldberggruppe, der Schobergruppe, der Kreuzeckgruppe, der Granatspitzgruppe, der Venedigergruppe, den Villgratner Bergen und der Rieserfernergruppe bildet die Glocknergruppe die Großgruppe der Hohen Tauern.

## Benachbarte Gebirgsgruppen
Die Glocknergruppe grenzt an die folgenden anderen Gebirgsgruppen der Alpen:
- Kitzbüheler Alpen (im Nordwesten)
- Salzburger Schieferalpen (im Nordosten)
- Goldberggruppe (im Osten)
- Schobergruppe (im Süden)
- Granatspitzgruppe (im Westen)

## Gipfel
Sämtliche benannte Dreitausender in der Glocknergruppe:
- Großglockner, 3798 m ü. A.
- Kleinglockner, 3770 m ü. A.
- Glocknerwand, 3721 m ü. A.
- Teufelshorn, 3680 m ü. A.
- Großes Wiesbachhorn, 3564 m ü. A.
- Romariswandköpfe, 3511 m ü. A.
- Teufelskamp, 3511 m ü. A.
- Schneewinkelkopf, 3476 m ü. A.
- Johannisberg, 3453 m ü. A.
- Eiskögele (Glocknergruppe), 3426 m ü. A.
- Klockerin, 3425 m ü. A.
- Hinterer Bratschenkopf, 3413 m ü. A.
- Vorderer Bratschenkopf, 3401 m ü. A.

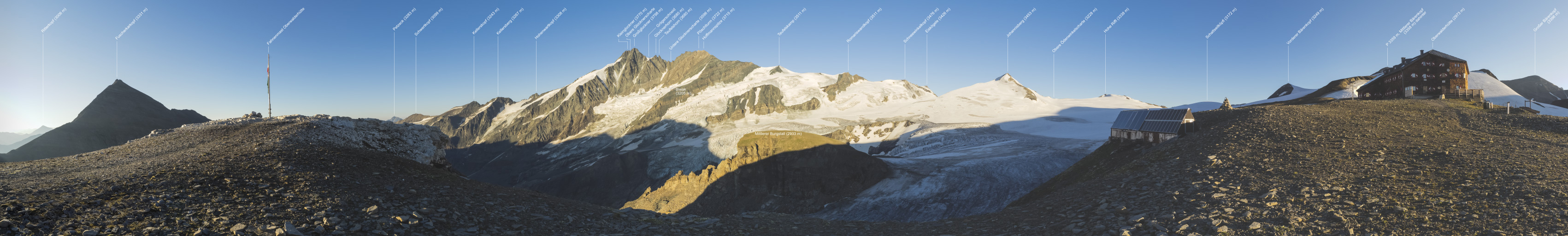
Panorama der Glocknergruppe und des Großglockners, aufgenommen in der Nähe der Oberwalderhütte (2973 m)

- Großer Bärenkopf, 3396 m ü. A.
- Hoher Tenn, 3360 m ü. A.
- Mittlerer Bärenkopf, 3358 m ü. A.
- Hohe Dock, 3348 m ü. A.
- Hohe Riffl, 3338 m ü. A.
- Fuscherkarkopf, 3331 m ü. A.
- Schneespitze, 3317 m ü. A.
- Hohenwartkopf, 3308 m ü. A.
- Kleines Wiesbachhorn, 3283 m ü. A.
- Sinwelleck, 3281 m ü. A.
- Gramul, 3276 m ü. A.
- Vorderer Bärenkopf, 3249 m ü. A.
- Schwerteck, 3247 m ü. A.
- Kellerskopf, 3239 m ü. A.
- Luisenkopf, 3207 m ü. A.
- Hocheiser, 3206 m ü. A.
- Kitzsteinhorn, 3203 m ü. A.
- Hoher Kasten, 3189 m ü. A.
- Schattseitköpfl, 3182 m ü. A.
- Oberer Fochezkopf, 3159 m ü. A.
- Kleiner Tenn, 3158 m ü. A.
- Gamsspitze, 3157 m ü. A.
- Breitkopf, 3154 m ü. A.
- Totenkopf, 3151 m ü. A.
- Bauernbrachkopf, 3125 m ü. A.
- Schwarzköpfl, 3124 m ü. A.
- Zwingkopf, 3117 m ü. A.
- Freiwandkasten, 3114 m ü. A.
- Schwertkopf, 3099 m ü. A.
- Racherin, 3092 m ü. A.
- Kempsenkopf, 3090 m ü. A.
- Lange Wand, 3087 m ü. A.
- Grieskogel, 3066 m ü. A.
- Blaue Köpfe, 3061 m ü. A.
- Freiwandspitz, 3034 m ü. A.
- Wasserradkopf, 3032 m ü. A.
- Kreuzwandspitze, 3031 m ü. A.
- Spielmann, 3027 m ü. A.
- Zollspitze, 3024 m ü. A.
- Brennkogel, 3018 m ü. A.
- Rifflkarkopf, 3016 m ü. A.
- Kellerswand, 3010 m ü. A.
- Kristallspitzl, 3005 m ü. A.

## Tourismus
Die Gegend ist touristisch gut erschlossen: Die Großglockner-Hochalpenstraße (und deren Abstecher zur Franz-Josefs-Höhe), die Straße von Uttendorf zum Enzingerboden, die Bustransfers zu den Stauseen bei Kaprun und die Mautstraße von Kals am Großglockner zum Lucknerhaus ermöglichen es, mit dem PKW und öffentlichen Verkehrsmitteln weit in die Gebirgswelt vorzudringen. Eine Vielzahl alpiner Hütten bietet Wanderern und Bergsteigern Unterkunft:
- Glocknerhaus, 2132 m ü. A.
- Hofmannshütte, 2444 m ü. A. (seit 2005 geschlossen)
- Oberwalderhütte, 2973 m ü. A.
- Salmhütte, 2644 m ü. A.
- Schwarzenberghütte, 2267 m ü. A.
- Ebmatten-Fürthermoaralm, 1803 m ü. A.
- Erzherzog-Johann-Hütte, 3454 m ü. A.
- Gleiwitzer Hütte, 2172 m ü. A.
- Glorer Hütte, 2642 m ü. A.
- Heinrich-Schwaiger-Haus, 2802 m ü. A.
- Krefelder Hütte, 2295 m ü. A.
- Stüdlhütte, 2801 m ü. A.
- Kaiser-Franz-Josef-Haus, 2363 m ü. A. (1997 abgebrannt und in historischer Form wieder aufgebaut.[2])
- Fuschertörlhaus (Dr.-Franz-Rehrl-Haus), 2445 m ü. A.
- Lucknerhütte, 2241 m ü. A.

## Energiewirtschaftliche Nutzung
In der Glocknergruppe finden sich vier große Jahresspeicher zur schwerpunktmäßigen Erzeugung von Spitzenstrom im Winterhalbjahr: Mooserboden und Wasserfallboden in der Kraftwerksgruppe Kaprun sowie Tauernmoossee und Weißsee in der Kraftwerksgruppe Stubachtal, wobei letzterer bereits an der Grenze zur Granatspitzgruppe liegt.

## Karten
- Deutscher Alpenverein: Alpenvereinskarte 40 Glocknergruppe. 9. Aufl., München 2006, ISBN 3-928777-87-4.